# Historia de tres hermanas
Historia de tres hermanas es una telenovela veenzolana que se trasnmitía de forma semanal, realizada por la cadena RCTV en el año 1964. Fue dirigida por Juan Lamata y protagonizada antagónicamente por Doris Wells junto a Eva Blanco, Eva Moreno y Raúl Amundaray.

## Trama
La historia que es ambientada a mediados del siglo XIX cuenta la vida de tres hermanas que están en busca de su prometido. Cada una utiliza las armas que cree mejor, hasta que las tres se enamoran del mismo hombre. La menor de las tres hermanas (que es la más ambiciosa) tiene ya muy bien calculado un plan para quedarse  con el hombre de su vida aunque tenga que llegar a matar a su propia sangre.

## Elenco
- Doris Wells - Reyna Montero (protagonista - antagonista)
- Eva Moreno - Felicia Montero (protagonista)
- Eva Blanco - María Eugenia Montero (protagonista)
- Raúl Amundaray
- Oscar Martínez
- Edmundo Arias
- Edmundo Valdemar
- Tomás Henríquez
- América Barrios
- Guillermo González
- Luis Calderón
- María Teresa Acosta
- Amalia Pérez Díaz

## Curiosidades
- Fue la primera telenovela venezolana que se transmitía una vez por semana (los sábados). También fue la primera en ser transmitida en capítulos de 1 hora.
- En esta telenovela hizo su debut la gran actriz Doris Wells, quien hizo su primer papel de villana encarnando a la menor de las hermanas, consiguiendo así muchos elogios y mucha fama en el país.